# Avant-poste du Col-des-Fourches
L'avant-poste du Col-des-Fourches est une petite position fortifiée de la Seconde Guerre mondiale située dans les Alpes-Maritimes, entre Saint-Étienne-de-Tinée et le col de la Bonette (sur la D 64), à proximité immédiate du village militaire abandonné des Fourches (le camp des Fourches).

## Situation
L'avant-poste du Col-des-Fourches a été construit sur le col des Fourches même (à 2 261 mètres d'altitude), à environ 10 min à pied du camp des Fourches. Il occupe partiellement un emplacement déjà aménagé à la fin du XIXe siècle pour la défense du massif du Restefond, la position du Mont des Fourches du Système Séré de Rivières.
Bien que géographiquement situé dans le département des Alpes-Maritimes, l'avant-poste du Col-des-Fourches dépendait du secteur fortifié du Dauphiné (SFD) et était rattaché au « quartier » du Restefond.

Ce rattachement au secteur fortifié du Dauphiné s'explique par des raisons stratégiques, les fortifications du col de Restefond ayant pour mission la protection du col de Larche, seul point de passage important entre l'Italie et la France jusqu'à la Méditerranée.

## Construction
L'avant-poste du Col-des-Fourches a été construit entre 1931 et 1935 par la « main-d’œuvre militaire » (MOM), c’est-à-dire par les unités militaires de la région, et non par des entreprises civiles de travaux publics.
Comme tous les ouvrages d'avant-poste du Sud-Est, sa construction a été décidée en juin 1930 en raison des multiples revendications agressives de Mussolini sur Nice depuis 1927  qui faisaient craindre une occupation brutale des têtes de vallées. 
La Commission d’organisation des régions fortifiées (CORF), l’organisme qui coordonnait la construction des fortifications sur tout le territoire national, s’opposait en effet à toute construction en avant de la position de résistance (PR) qu’elle avait fixée bien en arrière de la frontière.

Ce fut la seule concession accordée au commandant désigné de l’Armée des Alpes, le général Degoutte, qui coordonnait l’étude des « zones fortifiées »  sur le territoire des 14e (Lyon) et 15e  (Marseille) régions militaires depuis 1925, et qui souhaitait barrer chaque col et chaque chemin muletier.
L'avant-poste du col des Fourches ne reprend donc aucun plan ni aucun des schémas proposés par la CORF pour la construction des fortifications et certains de ses équipements internes (trémies) sont spécifiques au 14e corps d'armée. En mai 1940, le général Beynet, commandant du corps d'armée, envisageait de renforcer cette position et ordonnait des travaux pour l'été 1940.

## Mission

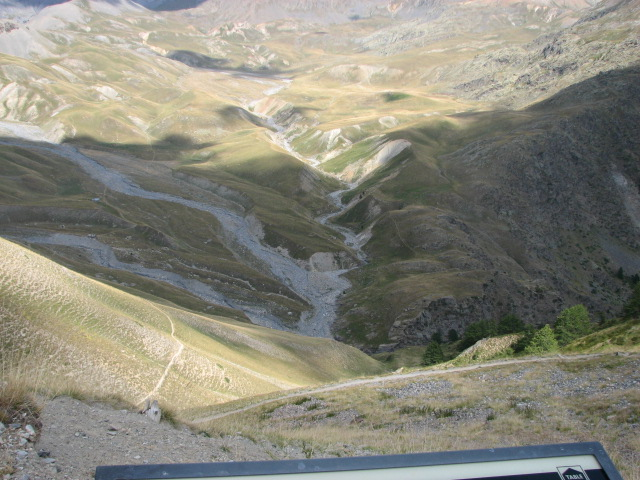
Vue du vallon du Salso Moreno depuis le bloc B6.

L'avant-poste du Col-des-Fourches avait pour mission la surveillance et l'interdiction du col de Pouriac et du pas de la Cavale d'où pouvaient déboucher les troupes italiennes cherchant à s'infiltrer dans le vallon de Salso Moreno, situé juste en contrebas du col.
Il participait ainsi au dispositif plus large visant à empêcher le contournement du massif du Restefond et la conquête de la route vers Jausiers ou Saint-Étienne-de-Tinée.

## Composition
L'avant-poste du Col-des-Fourches est constitué de six blocs reliés entre eux par des cheminements souterrains : 
- B1 : le bloc entrée est situé en retrait par rapport au col. Il est complété par un abri/magasin en tôle métro bétonnée construit juste à côté. Une position pour un mortier avait été également aménagée à proximité.
- B2 et B3 : ces deux blocs sont situés au nord-est de la position et surplombent directement le vallon de Salso Moreno dont ils battent les pentes avec une mitrailleuse Hotchkiss chacun. Les créneaux de ces deux blocs sont équipés de trémies dites « Tunisie » car elles avaient été conçues pour équiper les casemates de Tunisie. Ces trémies n'équipent que les avant-postes des secteurs fortifiés de Savoie et du Dauphiné et donc pas ceux du secteur fortifié des Alpes Maritimes. Elles ont été posées en janvier 1935 et le 28 septembre 1936, elles ont fait l'objet d'essais par le capitaine Marquan[6].
- B4 : ce bloc se distingue des autres par la présence d'un créneau de forme trapézoïdale qui permettait de communiquer, par signalisation optique, avec le vieux fort de la Cime de Pelousette situé au Nord-Ouest de l'avant-poste. Il est percé de deux créneaux pour FM permettant, l'un, de battre les arrières, vers le bloc entrée, le deuxième, de croiser ses feux avec le bloc B6. Enfin, une porte blindée, située sur la face Sud du bloc, sert d'issue de secours.
- B5 : ce bloc a un étage qui sert de poste d'observation vers la frontière mais aussi vers le bloc B6 (Ouest) ;  il s'agit en fait de simples fentes percées dans le mur et pouvant être occultées, depuis l'intérieur, par des trappes en acier coulissant entre deux guides métalliques. Le bloc est complété par deux créneaux pour FM croisant leurs feux avec ceux du B6 et un autre créneau FM tirant vers le bloc entrée. Une porte blindée sert enfin d'issue de secours.
- B6 : ce bloc est percé de deux créneaux pour FM, l'un servant directement à flanquer le col, l'autre à croiser ses feux avec le B2 et le B3. Une porte blindée sert d'issue de secours mais, à l'origine, il s'agissait de l'entrée du B6 car il ne devait pas être relié aux autres blocs de l'avant-poste. La galerie souterraine de communication n'a été creusée qu'en septembre 1939[9].
- Bloc de Ventabren : l'avant-poste des Fourches est complété par un bloc autonome, dit « bloc de Ventabren » (Position : 44° 20′ 22,52″ N, 6° 52′ 07,78″ E), car situé quelques dizaines de mètres en dessous du lieu-dit Ventabren où l'on peut voir aussi les ruines d'un ancien poste ou casernement fortifié du XIXe siècle. En forme de « V », ce bloc est composé de deux créneaux de tir pour FM orientés vers le col des Fourches, le deuxième créneau n'étant en fait que l'extrémité d'un couloir menant à la porte d'entrée. Le bloc est en béton brut et sa dalle de couverture est encore de nos jours parsemée de piquets, dits « queux de cochon », destinés à supporter le réseau de fil de fer barbelé. Comme l'indique l'inscription gravée sur la dalle, le bloc a été construit en 1939[10], et, vu son état d'avancement, il n'a pu être achevé avant la guerre.

Les blocs de l'avant-poste sont reliés aux galeries souterraines par des puits bétonnés dans lesquels ont été fixés des échelons métalliques dans un angle.
Dans les galeries souterraines ont été installés quelques aménagements sommaires ; comme dans tous les avant-postes des Alpes, l'aération est assurée par de simples ventilateurs à bras et les couchettes en béton sont installées dans des élargissements des galeries. Aux Fourches, il y a cependant un petit local avec des couchettes en bois numérotées et des tablettes pouvant être rabattues.
L'avant-poste était protégé par un réseau de fils de fer barbelés installés sur des cornières et des queux de cochon ; il n'en reste plus aujourd'hui que des traces que l'on peut voir car les cornières n'ont pas été coupées au ras du sol.
En juin 1940, l'avant-poste du Col-des-Fourches était occupé par un officier, le lieutenant Delécraz, et quarante-deux sous-officiers et soldats appartenant au IIe/73e BAF.

## Les combats
L'avant-poste est intervenu dans les combats contre les Italiens en juin 1940 mais aussi contre les Allemands, en septembre 1944. Cependant, une même action n'étant pas décrite par tous les auteurs, il est impossible de savoir s'ils décrivent, ou non, toutes les actions dans lesquelles l'avant-poste a été impliqué.
Les combats de juin 1940
Les combats dans le secteur de l'avant-poste du Col-des-Fourches débutent dans la journée du 21 juin 1940. Ce jour-là, deux sections italiennes passées par le col de Pourriac et le Pel Brun (2 795 m), plus à l'Ouest, sont contenues par la SES (Section d'Éclaireurs Skieurs) du 73e BAF pendant une partie de la journée, grâce à l'appui des feux du blockhaus de la crête de la Tour et de l'artillerie.
L'attaque italienne reprend le 23 juin 1940 à 2 h 45 par un bombardement de tout le secteur, par leur batterie située au pas de la Lauze, à 9 km au Sud-Est des Fourches. L'artillerie française réplique par un tir de contre-batterie et d'interdiction sur les débouchés du col de Pourriac.
Malgré ces tirs d'interdiction, certainement mal réglés eux aussi, et profitant d'un épais brouillard, les Alpini de la division « Pusteria » s'infiltrent en masse dans le vallon de Salso Moreno et dans le ravin du Lauzanier. Vers 6 h 30, la SES (section d'éclaireurs-skieurs) du 73e BAF ouvre le feu et le B2 tire sur quelques soldats italiens aperçus vers le torrent de Pourriac, mais le feu cesse, à cause du brouillard.
Vers 9 h, le brouillard s'étant en partie levé, le poste d'observation se rend alors compte que tout le vallon de Salso Moreno est envahi et que les soldats italiens sont juste en bas du col des Fourches. Ces derniers sont alors pris à partie par les trois FM de la SES, qui se trouve alors dans les Roubines Nègres à 1 500 m au nord de l'avant-poste), par trois autres FM du 73e BAF positionné sur les crêtes de la Tour (juste au-dessus des Roubines) et par quatre canons de montagne de 65 mm. Vers 11 h 30, le brouillard s'étant dissipé, le bombardement italien reprend, afin de protéger le repli des alpini, pour ne cesser qu'à 13 h 30. On n'entend plus alors que quelques rafales d'armes automatiques.
Vers 16 h, les tirs ayant cessé, les soldats de l'avant-poste aperçoivent des Alpini dans le lit du torrent de Salso Moreno qui agitent des mouchoirs blancs. Le lieutenant-médecin Duverne descend alors pour les secourir. Il y aura seize prisonniers dont deux blessés et un officier avec le fanion de son unité, la 141e compagnie du « Bolzano » (11e Alpini).
Les combats de septembre 1944 
En septembre 1944, l'avant-poste, le camp des Fourches et les positions environnantes sont tenus par des FFI et des Américains. Dans la nuit du 14 au 15 septembre 1944, les Allemands attaquent en force l'avant-poste, après un tir de harcèlement sur le poste et ses environs.
À 2 h, ils lancent l'assaut sur le bloc B6 et le bloc de Ventabren et les FFI doivent sortir du B6 avec les FM pour les repousser. De 5 h 20 à 6 h, les Allemands repartent à l'assaut, mais toujours sans succès. Vers 21 h, nouvelle attaque sur le bloc de Ventabren, mais elle est repoussée par les tirs d'artillerie. À trois reprises, le bloc de Ventabren a failli être perdu, les Allemands n'ayant été repoussés que grâce à l'artillerie américaine.
Le lendemain 16 septembre 1944, vers 4 h, nouvelle attaque du bloc 6, toujours sans succès.
Le colonel américain Sachs décide alors de remplacer les FFI par ses troupes, les FFI ne tenant plus que le Restefond, les Sagnes, le hameau de Bousiéyas et las Planas.

## État actuel
L'avant-poste du Col-des-Fourches est aujourd'hui situé dans le « cœur » du Parc national du Mercantour. Il est dans un état d'abandon total, tout comme le camp militaire voisin, et son accès est entièrement libre car les parpaings qui avaient été employés pour condamner les issues ont été brisés ; cette situation n'est pas sans présenter des dangers, en raison notamment de la présence de puits verticaux.

### Sources
- Henri Beraud, La Seconde Guerre Mondiale dans les Hautes-Alpes et l'Ubaye, Gap, Societe d'etudes des Hautes-Alpes, 1990, 238 p. (ISBN 978-2-856-27011-0).
- Philippe Lachal, Fortifications des Alpes : leur rôle dans les combats de 1939-1945 : Ubaye, Ubayette, Restefond, L'Argentière La Bessée, Fournel, 2006, 303 p. (ISBN 978-2-915-49330-6).
- Jean-Yves Mary, La Ligne Maginot : ce qu'elle était, ce qu'il en reste, Paris, SERCAP, 1980, 355 p. (ISBN 978-2-732-10220-7).
- Claude Raybaud, Fortifications de l'époque moderne dans les Alpes-Maritimes, Nice, Serre, coll. « Ancre solaire », 1992, 87 p. (ISBN 978-2-864-10155-0).
- Jean-Yves Mary, Alain Hohnadel et Jacques Sicard (ill. Pierre-Albert Leroux), La ligne Maginot -  La fortification alpine, t. 4, Paris, éditions Histoire & collections, coll. « L'Encyclopédie de l'Armée française » (no 2), 2009, 182 p. (ISBN 2-908182-88-2).